# Tariqa-yi Muhammadiya
Die Ṭarīqa-yi Muḥammadīya (Urdu طريقهٔ محمديه, von arabisch الطريقة المحمدية, DMG aṭ-Ṭarīqa al-Muḥammadīya) ist eine puristische islamische Bewegung aus Indien, deren Islamverständnis an die Lehren des Schāh Walīyullāh ad-Dihlawī (1703–1763) aus Delhi und deren Vorstellungen in Verbund mit denen des jemenitischen Qādī al-Qudāt von Sanaa ʿAlī aš-Šaukānī (1760–1834) als Vorbild für die bis in die heutige Zeit bedeutsame Ahl-i Hadîth gelten kann. Erstmalige Erwähnung fand die Tariqa beim osmanischen Gelehrten Imam Birgivi, dessen Einfluss auf die Dihlawi als gesichert gilt, jedoch nicht eindeutig geklärt in welchem Umfang.

## Zum Namen: Die puristische Erneuerungsbewegung des 18. Jahrhunderts und die Bedeutung des Hadith
Der Name „Ṭarīqa-yi Muḥammadīya“ besteht aus zwei Teilen. 
1. „Ṭarīqa“ bezeichnet einen islamischen mystischen Orden, ist arabischen Ursprungs und bedeutet übersetzt „Weg, Pfad“. Gemeint ist der Weg, den der Mystiker während seiner Suche nach Gott beschreitet. Das -yi ist die persische Genitivverbindung.
2. „Muḥammadīya“ mit der Bedeutung „in der Art Mohammeds“

Die Übersetzung des Begriffes wäre demzufolge: ein mystischer Weg nach der Art Mohammeds, des Propheten des Islam. Der Name deutet darauf hin, dass die Tariqa-yi Muhammadiya keineswegs den Sufismus (islamische Mystik) in seiner Gesamtheit ablehnt. Die Ablehnung bezieht sich hingegen auf die mystischen Verehrungen, die nicht dem Vorbild des Propheten folgen, welche dieser nach muslimischer Vorstellung in seiner Sunna, die in Form des Hadiths überliefert ist, den Menschen hinterlassen hat.
Der Hadith-Wissenschaft und der Bezugnahme auf die prophetische Sunna gilt aus diesem Grunde ein besonderes Augenmerk der Bewegung. Diese Erkenntnis ist auch der Schlüssel zur ideologiegeschichtlichen Einordnung der Bewegung. Nach der These des Islamwissenschaftlers John O. Voll, dessen Erkenntnisse von Martin Riexinger weitgehend bestätigt werden, entstand in der muslimischen Welt im 18. Jahrhundert ein Netzwerk von Gelehrten, die den Taqlid ablehnten und die Möglichkeit der eigenen, direkten Urteilsfindung aus den heiligen Quellen des Islams, Koran und Sunna, verlangen. Als Begründer dieser Vorstellungen wird von Voll der kurdische Rechtsgelehrte Ibrāhīm al-Kūrānī (gest. 1690) ausgemacht. Bei dessen in Medina wirkenden Sohn Abū Ṭāhir al-Kūrānī und dem indischen Gelehrten Muḥammad Ḥayāt as-Sindī studierten sowohl Muhammad ibn Abd al-Wahhab (der Begründer des nach ihm bezeichneten Wahhabismus) als auch Schāh Walīyullah ad-Dihlawī, der als Vordenker dieser Denkschule in Indien gilt.
Dabei knüpfte die Bewegung aber auch an islamische Denker wie Ibn Taimiya, Ibn Qaiyim al-Dschauzīya, Ibn Hazm und as-Suyūtī an, die dem Taqlid ebenfalls feindlich gegenüberstanden.
Es sollte aber keinesfalls vergessen werden, dass es auch zahlreiche Unterschiede in den Auffassungen bspw. Muhammad ibn Abd al-Wahhabs und Schāh Walīyullah ad-Dihlawīs gibt, beispielsweise bezüglich des Tauhīd und daraus resultierend des Takfīr.

## Theologische Vorstellungen
Anknüpfend an die puristischen Islamvorstellungen des 18. Jahrhunderts, aus denen neben der wahhabitischen Lehre im heutigen Saudi-Arabien auch im Jemen, v. a. aber in Indien Strömungen mit dem gleichen Gedankengut hervorgingen, hatten die Anhänger der Tariqa-yi Muhammadiya v. a. folgende theologischen Grundvorstellungen:
1. Ablehnung des Taqlīd (Nachahmung menschlicher Rechtsautoritäten) und direkte Bezugnahme auf Koran und Sunna
2. Anwendung des Idschtihād (Idschtihād hier zu verstehen in seiner rechtlichen, nicht späteren modernistischen Auffassung)
3. Ablehnung des Heiligenkultes und mystischer Praktiken, die eine andere Verehrung als die Gottes anzeigten (aber keine Ablehnung des Mystizismus in seiner Gesamtheit, worauf der Name Tarīqa ja bereits hinweist)
4. Strenge Ablehnung schiitischer Richtungen des Islams

## Protagonisten der Bewegung
- Šāh Ismāʿīl "Šahīd" (gest. 1779), ein Enkel Walīyullāhs, kann als ideologischer Kopf der Bewegung gesehen werden.
- Sayyid Aḥmad Barelwī (1786–1831) verlieh der Tariqa ihren militärischen Charakter.

## Geschichte
Die Tariqa-yi Muhammadiya deutete Teile des Gedankenguts Schāh Walīyullāh ad-Dihlawī Anfang des 19. Jahrhunderts in eine religiös-politische Ideologie um. Dieser hatte nach den inneren Wirren des Reiches, die nach dem Tod des Mogulkaisers Sultan Aurangzeb (reg. 1658–1707), unter dessen Herrschaft das Reich blühte, begonnen die gefühlte Schwäche des indischen Islams zu bekämpfen. Der in der Ǧāmiʿ Masǧid zu Delhi v. a. gegen die Heiligenverehrung der islamischen Mystik und gegen schiitische Glaubensrichtungen predigende Šāh Ismāʿīl "Šahīd" ist dabei die Schlüsselfigur. Der aus Rae Bareli in Awadh stammende Sayyid Aḥmad Barelwī war 1812 wegen schlechter wirtschaftlicher Umstände gezwungen, seine Heimat zu verlassen und in die Armee des muslimischen Herrschers von Tonk Šāh ʿAbdulʿazīz einzutreten. Nach der Auflösung der indischen Truppen durch die Briten kehrt er nach Delhi zurück und kommt in Kontakt mit Šāh Ismāʿīl "Šahīd". Barelwī übernahm dessen Lehren und begann mit der Missionierung in der Umgebung von Delhi. Dort gewann er bereits einige Anhänger für die Bewegung, welche Barelwī als Pir (Pers. für das Arabische Šaiḫ. Bezeichnung für den Führer einer Tariqa) huldigten. 
1821 brach eine Gruppe von Anhängern der Tariqa zusammen mit Šāh Ismāʿīl und Aḥmad Barelwī zur Pilgerfahrt nach Mekka auf. Auf dem Weg nach Mekka kam die Gruppe in Patna mit Wilāyat ʿAlī in Kontakt, der nach Zerschlagung der Bewegung deren Gedankengut weitertragen sollte. Auf dem Rückweg von Mekka nach Indien machte die Gruppe einen Abstecher nach Jemen. Dort blieben zwei Gefolgsleuten bei dem jemenitischen Richter Alī aš-Šaukānī, der dadurch einen wichtigen Einfluss auf das Gedankengut der Tariqa-yi Muhammadiya bekam.
Ziel der Gruppe war die Errichtung eines islamischen Staates. Das Sikhgebiet im Nordwesten Indiens, im heutigen Pakistan, nahe der heutigen afghanischen Grenze wurde für diese Zwecke ausgewählt. Grund für die Wahl dieses Gebietes war die angebliche Unterdrückung der einheimischen Muslime durch die Sikh. Das abschließende Ziel war aber immer die Errichtung eines islamischen Staates über ganz Indien. Die ausgewählte Region sollte nur als Basis dienen. 1826 begann unter der Führung Barelwīs die Hidschra (Auszug) der Anhänger der Tariqa-yi Muhammadiya nach Afghanistan. Die Gruppe folgte mit diesem Verhalten dem normativen Vorbild des Propheten Muhammads, der von Mekka nach Medina emigrierte, nachdem ihm die politische Situation in Mekka zu gefährlich geworden war. Ähnlich wie beim Propheten bedeutet der Auszug den Übergang der Tätigkeiten der Bewegung von der Missionierung hin zum aktiven politischen und militärischen Kampf. Die an dem Auszug Teilnehmenden werden zu Glaubenskämpfern, Mudschahed. Schließlich gelangte die Gruppe nach Peschawar, das damals von den Sikh beherrscht wurde. Zusammen mit lokalen Stämmen kam es zu zahlreichen Kämpfen mit der herrschenden Glaubensschicht. 1830 fiel Peschawar, von den Briten mit Wohlwollen beobachtet, unter die Kontrolle der Tariqa-yi Muhammadiya.
1832 begann Barelwī in der Region Hazara einen neuen Vorstoß gegen die Sikh. Bei Balakot trafen die beiden Armeen aufeinander. In der sich entwickelnden Schlacht behielten die Sikh durch ihre technische Überlegenheit letztendlich die Oberhand und schafften es, den Glaubenskämpfern eine vernichtende Niederlage beizubringen. Aḥmad Barelwī verlor in dem Kampf sein Leben. Da sein Leichnam nie entdeckt wurde, verehrten ihn einige seiner Anhänger noch mehr und behaupteten, dass Barelwī lediglich "entrückt" sei. Eine Meinung, die mit eschatologischen Vorstellungen einhergeht. Gemeinhin wird angenommen, dass der Entrückte der zu erwartende Mahdi sei, eine Jesusgestalt, die im Vorfeld des Jüngsten Gerichts die Erde mit Gerechtigkeit füllen werde. Der Dschihad an der afghanischen Grenze ging aber auch nach diesem Ereignis weiter, obwohl der große Schwung der Bewegung vorerst gebrochen war. Auch Šāh Ismāʿīl verlor in der Schlacht das Leben und erhielt im Folgenden den Beinamen "Shahid", Märtyrer.
Neben diesen kämpferischen Aktivitäten setzte die Tariqa-yi Muhammadiya von Anfang an auch auf eine starke missionarische Tätigkeit. Anknüpfend an Schāh Walīyullāh ad-Dihlawī spielte dabei die Popularisierung des Gedankenguts durch volkssprachliche Erzeugnisse eine wichtige Rolle. So waren sie eine der ersten islamischen Bewegungen die Druckerzeugnisse für ihre Propaganda verwendeten. Hauptsächlich der Gräberkult und Heiligenverehrung wurde in diesen Schriften angegriffen, da diese als Schirk, Verehrung eines anderen als Allah verstanden wurde. Auch die herkömmliche Geschlechterverteilung wird in den Schriften betont. Verehrung der weiblichen Figuren Fatima bint Muhammad (der Tochter des Propheten und „Stammmutter“ aller schiitischen Imame nach ihrem Ehemann Ali) und der schwarzgesichtigen Kali wurden als besonders schlimme Formen des Schirk bezeichnet. Erstere mit Stoßrichtung auf die Schiiten, letztere auf Hindus und Sikhs.
Die Niederlage bei Balkot bedeutete jedoch noch nicht das Ende der Bewegung. Längere Zeit gab es noch Anhänger der Tariqa, ohne dass diese in der Lage gewesen wäre sich so spektakulär wie unter Ismaʿīl und Barelwī in Szene zu setzen. Den Briten gelang erst 1883 ihre vollständige Unterdrückung.

## Bedeutung
Die Bewegung der Tariqa-yi Muhammadiya ist eine Reaktion auf die damals gefühlte Schwäche des indischen Islams. Während Šāh Walīyullāh ad-Dihlawī versucht hatte diese Schwäche quasi "vom Schreibtisch" aus zu lösen, wählte die Tariqa eine aktionistischere Variante zur Verbreitung ihres Gedankenguts. Da das Mogulreich durch die Briten abgeschafft wurde, folgte die Tariqa dem Ideal eines islamischen Staates. Sie ist damit ein Vorläufer zahlreicher islamistischer Bewegungen, des 20./21. Jahrhunderts, die dieses Ziel verfolgen.
Das Gedankengut der Tariqa-yi Muhammadiya lebte in Bewegungen wie den Deobandis oder den Ahl-i Hadîth weiter. Sie ist damit auch für die Gegenwart von Bedeutung.
Wegen der Ähnlichkeit des Gedankenguts zum Wahhabismus wurde die Tariqa-yi Muhammadiya früh sowohl von den Briten als auch verfeindeten indischen Gruppen als Wahhabiten bezeichnet. Daher rührt das Missverständnis, dass der wahhabitische Islam einen großen Einfluss auf religiösen Spannungen in Pakistan hätte. In Wirklichkeit ist der "wahhabitische" Islam in Pakistan und von dort aus ausgehend in Afghanistan kein Importprodukt aus Saudi-Arabien, sondern eine innerindische Entwicklung, die bereits im 18. Jahrhundert ihren Ursprung hat. Der Islam der Wahhabiten aus Arabien hat vielmehr dieselben Wurzeln wie der Islam der Tariqa-yi Muhammadiya, Deobandis oder Ahl-i Hadîth. Ihre Verbindung in der Gegenwart ist nur eine Verbindung von Ideologien, die von vornherein zusammengehörten. Anders ausgedrückt: Auf dem Boden der Ideologien von Bewegungen wie die Tariqa-yi Muhammadiya war es für Usama ibn Ladin und die al-Qaida ein Leichtes Unterstützung zu finden.
Die Verbindung des Gedankenguts der Bewegung mit mystischen Formen zeigt des Weiteren, dass die puristischen Bewegungen des 19. Jahrhunderts, sowie der modernistischere, aber in ideologischer Hinsicht verwandte Salafismus keineswegs der Mystik in seiner Gesamtheit ablehnend gegenübersteht. An dieser Stelle sei als weiteres Beispiel die Sanussiya genannt, die noch expliziter an die auf al-Ghazali zurückgehende Vorstellung, dass Mystik nur mit Einhaltung der rituellen Pflichten einhergehen darf, anknüpfte.